# Mikołaj Bylina (zm. 1474)
Mikołaj Bylina, Mikołaj z Leszczyn herbu Belina (zm. 19 stycznia 1474) – profesor i rektor Akademii Krakowskiej, kanonik krakowski, posiadał uprawnienia notarialne.
Pochodził z rodziny szlacheckiej był synem Floriana urodził się w Leszczynach w powiecie rawskim. W 1430 zapisał się na Akademię Krakowską w 1433 został bakałarzem sztuk wyzwolonych, a w 1437 magistrem sztuk. Przez kilka lat wykładał na Wydziale Sztuk Wyzwolonych pełniąc funkcje dziekana w 1443 równocześnie studiując teologię. Bakałarzem teologii został ok. 1440. Stopień doktora teologii otrzymał po 29 marca 1449 i odtąd wykładał na Wydziale Teologii pełniąc w 1453 obowiązki dziekana tego Wydziału. Rektorem Akademii był wybierany sześciokrotnie w latach od 1448 do 1470. Jako rektor zabiegał o przywrócenie rozluźnionej dyscypliny oraz wprowadził uchwałę nakazującą dziekanom składanie sprawozdań urzędowych i rozliczeń finansowych. W 1448 był rektorem kościoła w Kunowie. W 1451 został kanonikiem kolegiaty św. Floriana na Kleparzu. W latach następnych został jeszcze plebanem w Stróżyskach (od 1457), w 1472  kanonikiem krakowskim  i włocławskim  w 1473 oraz wikariuszem generalnym krakowskim w sprawach duchownych.